# 1889
| [ Edytuj tabelę ]              | |
| Król Polski (tytularny)        | - 1881 Aleksander III Romanow 1894 |
| Emir Afganistanu               | - 1880 Abdur Rahman Chan 1901 |
| Współksiążęta Andory           | - 1879 Salvador Casañas i Pagès 1901 - 1887 Marie François Sadi Carnot 1894 |
| Prezydent Argentyny            | - 1886 Miguel Juarez Celman 1890 |
| Cesarz Austrii                 | - 1848 Franciszek Józef I 1916 |
| Król Bawarii                   | - 1886 Otto 1913 |
| Król Belgów                    | - 1865 Leopold II 1909 |
| Premier Belgii                 | - 1884 Auguste Beernaert 1894 |
| Prezydent Boliwii              | - 1888 Aniceto Arce 1892 |
| Cesarz Brazylii                | - 1831 Pedro II 1889 |
| Prezydent Brazylii             | - 1889 Deodoro da Fonseca 1891 |
| Sułtan Brunei                  | - 1885 Hashim Jalilul Alam Aqamaddin 1906 |
| Car Bułgarii                   | - 1887 Ferdynand I Koburg 1918 |
| Premier Bułgarii               | - 1887 Stefan Stambołow 1894 |
| Prezydent Chile                | - 1886 José Manuel Balmaceda Fernández 1891 |
| Cesarz Chin                    | - 1875 Guangxu 1908 |
| Premier Czarnogóry             | - 1879 Božo Petrović-Njegoš 1905 |
| Król Czech                     | - 1848 Franciszek Józef I 1916 |
| Król Danii                     | - 1863 Chrystian IX 1906 |
| Premier Danii                  | - 1875 Jacob Brønnum Scavenius Estrup 1894 |
| Dalajlama                      | - 1876 Thubten Gjaco 1933 |
| Prezydent Dominikany           | - 1887 Ulises Heureaux 1889 - 1889 Manuel María Gautier (tymcz.) 1889 - 1889 Ulises Heureaux 1889 - 1889 Wenceslao Figuereo 1889 - 1889 rada państwa 1889 - 1889 Ludowa rewolucyjna junta rządowa 1889 - 1889 Horacio Vásquez (tymcz.) 1889 |
| Władca Egiptu                  | - 1879 Taufik Pasza 1892 |
| Premier Egiptu                 | - 1888 Rijad Pasza 1891 |
| Prezydent Ekwadoru             | - 1888 Antonio Flores Jijón 1892 |
| Cesarz Etiopii                 | - 1871 Jan IV Kassa 1889 - 1889 Menelik II 1913 |
| Prezydent Francji              | - 1887 Marie François Sadi Carnot 1894 |
| Premier Francji                | - 1888 Charles Floquet 1889 - 1889 Pierre Tirard 1890 |
| Król Grecji                    | - 1863 Jerzy I 1913 |
| Prezydent Gwatemali            | - 1885 Manuel Lisandro Barillas Bercián 1892 |
| Prezydent Haiti                | - 1888 François Denys Légitime 1889 - 1889 Monpoint Jeune (p.o.) 1889 - 1889 Florvil Hyppolite 1896 |
| Król Hawajów                   | - 1874 Kalākaua 1891 |
| Król Hiszpanii                 | - 1886 Alfons XIII 1931 |
| Premier Hiszpanii              | - 1885 Práxedes Mateo Sagasta 1890 |
| Król Holandii                  | - 1849 Wilhelm III 1890 |
| Premier Holandii               | - 1888 Aneas Mackay 1891 |
| Prezydent Hondurasu            | - 1883 Luis Bográn Barahona 1891 |
| Szach Iranu                    | - 1848 Naser ad-Din Szah 1896 |
| Król Irlandii                  | - 1837 Wiktoria Hanowerska 1901 |
| Cesarz Japonii                 | - 1867 Mutsuhito 1912 |
| Premier Japonii                | - 1888 Kiyotaka Kuroda 1889 - 1889 Aritomo Yamagata 1891 |
| Kalif                          | - 1876 Abdülhamid II 1909 |
| Premier Kanady                 | - 1878 John Macdonald 1891 |
| Emir Kataru                    | - 1878 Kasim ibn Muhammad Al Sani 1913 |
| Prezydent Kolumbii             | - 1888 Carlos Holguín 1892 |
| Patriarcha Konstantynopola     | - 1887 Dionizy V 1891 |
| Władca Korei                   | - 1863 Kojong 1907 |
| Prezydent Kostaryki            | - 1885 Bernardo Soto Alfaro 1890 |
| Emir Kuwejtu                   | - 1866 Abd Allah II 1892 |
| Prezydent Liberii              | - 1884 Hilary Johnson 1892 |
| Książę Liechtensteinu          | - 1858 Jan II Dobry 1929 |
| Wielki książę Luksemburga      | - 1849 Wilhelm III 1890 |
| Premier Luksemburga            | - 1888 Paul Eyschen 1915 |
| Sułtan Maroka                  | - 1873 Hassan I 1894 |
| Prezydent Meksyku              | - 1884 Porfirio Díaz 1911 |
| Książę Monako                  | - 1856 Karol III 1889 - 1889 Albert I 1922 |
| Król Nepalu                    | - 1881 Prithvi 1911 |
| Premier Nepalu                 | - 1885 Bir Shumsher Jang Bahadur Rana 1901 |
| Cesarz Niemiec                 | - 1888 Wilhelm II Hohenzollern 1918 |
| Kanclerz Niemiec               | - 1871 Otto von Bismarck 1890 |
| Prezydent Nikaragui            | - 1887 Evaristo Carazo 1889 - 1889 Nicolás Osorno (p.o.) 1889 - 1889 Roberto Sacasa 1891 |
| Król Norwegii                  | - 1872 Oskar II 1905 |
| Premier Nowej Zelandii         | - 1887 Harry Atkinson 1891 |
| Sułtan Omanu                   | - 1888 Fajsal ibn Turki 1913 |
| Papież                         | - 1878 Leon XIII 1903 |
| Prezydent Paragwaju            | - 1886 Patricio Escobar 1890 |
| Prezydent Peru                 | - 1886 Andrés Avelino Cáceres 1890 |
| Król Portugalii                | - 1861 Ludwik 1889 - 1889 Karol 1908 |
| Król Prus                      | - 1888 Wilhelm II 1918 |
| Car Rosji                      | - 1881 Aleksander III 1894 |
| Król Rumunii                   | - 1881 Karol I 1914 |
| Premier Rumunii                | - 1888 Theodor Rosetti 1889 - 1889 Lascăr Catargiu 1889 - 1889 Gheorghe Manu 1891 |
| Król Saksonii                  | - 1873 Albert I Wettyn 1902 |
| Prezydent Salwadoru            | - 1885 Francisco Menéndez Valdivieso 1890 |
| Kapitanowie Regenci San Marino | - 1888 Federico Gozi Antonio Righi 1889 - 1889 Menetto Bonelli Marino Babboni 1889 - 1889 Domenico Fattori Marino Nicolini 1890 |
| Król Serbii                    | - 1882 Milan Obrenowić 1889 - 1889 Aleksander Obrenowić 1903 |
| Prezydent Szwajcarii           | - 1888 Bernhard Hammer 1889 |
| Król Szwecji                   | - 1872 Oskar II 1907 |
| Premier Szwecji                | - 1888 Gillis Bildt 1889 - 1889 Gustaf Åkerhielm 1891 |
| Król Tajlandii                 | - 1868 Chulalongkorn 1910 |
| Król Tonga                     | - 1875 Jerzy Tupou I 1893 |
| Premier Tonga                  | - 1881 Shirley Waldemar Baker 1890 |
| Sułtan Turków                  | - 1876 Abdülhamid II 1909 |
| Prezydent Urugwaju             | - 1886 Máximo Tajes 1890 |
| Prezydent USA                  | - 1885 Grover Cleveland 1889 - 1889 Benjamin Harrison 1893 |
| Prezydent Wenezueli            | - 1888 Juan Pablo Rojas Paúl 1890 |
| Król Węgier                    | - 1848 Franciszek Józef I 1916 |
| Premier Węgier                 | - 1875 Kálmán Tisza 1890 |
| Monarcha Wielkiej Brytanii     | - 1837 Wiktoria 1901 |
| Premier Wielkiej Brytanii      | - 1886 Robert Gascoyne-Cecil 1892 |
| Król Włoch                     | - 1878 Humbert I 1900 |

Rok 1889 / MDCCCLXXXIX
stulecia: XVIII wiek ~
XIX wiek ~
XX wiek

dziesięciolecia:
1850–1859 •
1860–1869 •
1870–1879 •
1880–1889
• 1890–1899
• 1900–1909
• 1910–1919

lata: 1879 «
1884 «
1885 «
1886 «
1887 «
1888 «
1889
» 1890
» 1891
» 1892
» 1893
» 1894
» 1899

## Wydarzenia w Polsce
- 18 kwietnia – odsłonięto pomnik Aleksandra II w Częstochowie.
- 9 maja – działając w imieniu Władysława Zamoyskiego, krakowski adwokat Józef Retinger kupił na licytacji wieś Zakopane i część Tatr.
- 24 maja – w Kurierze Codziennym ukazał się ostatni odcinek powieści Lalka Bolesława Prusa.
- 30 lipca – otwarcie linii kolejowej Lwów-Czerniowce (dł. 266,66 km), należącej do Austriackich Kolei Państwowych.
- 22 września – odsłonięto pomnik Wilhelma I w Poznaniu.
- 30 grudnia – Antoni Franciszek Audziewicz został mianowany na biskupa Wilna.

- Pierwszy w Polsce zjazd chirurgów.
- W Szczecinie zakończono budowę Zentralhallen.

## Wydarzenia na świecie
- 1 stycznia – całkowite zaćmienie Słońca obserwowane w Kalifornii i Nevadzie.
- 3 stycznia – Friedrich Nietzsche na ulicy w Turynie doznał załamania nerwowego po bezskutecznej próbie obrony konia okładanego batem przez woźnicę.
- 10 stycznia – Francja ustanowiła protektorat nad Wybrzeżem Kości Słoniowej.
- 16 stycznia – w Cloncurry (Queensland) odnotowano najwyższą temperaturę w historii Australii (+53,3 °C).
- 19 stycznia – zwodowano brytyjski transatlantyk SS „Teutonic”.
- 30 stycznia – w zameczku myśliwskim w Mayerling popełnili samobójstwa następca austriackiego tronu arcyksiążę Rudolf i jego kochanka, baronessa Maria Vetsera.
- 7 lutego – w San Francisco założono Towarzystwo Astronomiczne Pacyfiku (ASP).
- 8 lutego – francuski astronom Auguste Charlois odkrył planetoidę Emma.
- 11 lutego – w Japonii uchwalono konstytucję wprowadzającą system imperialny.
- 4 marca – Benjamin Harrison został 23. prezydentem Stanów Zjednoczonych.
- 8 marca – José Mariano Jiménez Wald został premierem Peru.
- 9 marca:
  - bitwa wojsk etiopskich z mahdystami pod Metemmą.
  - Menelik II został cesarzem Etiopii.
- 15 marca – W port Apia na Samoa uderzył cyklon tropikalny, który zniszczył lub poważnie uszkodził 6 (w tym 4 bezpowrotnie) z 7 kotwiczących tam okrętów, należących do marynarek wojennych Niemiec, USA i Wielkiej Brytanii oraz co najmniej 6 niewielkich statków. Straty wśród załóg okrętów wyniosły ponad 140 osób, z załóg innych statków zginęło nie mniej niż 200 marynarzy. Nieznane są straty wśród mieszkańców i skala zniszczeń na wyspach.
- 17 marca – trwający od 15 marca cyklon na Samoa spowodował śmierć ponad 340 marynarzy i rybaków oraz nieznaną liczbę mieszkańców wyspy.
- 23 marca – indyjski reformator religijny Mirza Gulam Ahmad zapoczątkował islamski ruch, znany jako Ahmadijja.
- 31 marca – ukończenie budowy wieży Eiffla w Paryżu (otwarcie 6 maja).
- 1 kwietnia – założenie japońskiego miasta Kurume.
- 3 kwietnia – wszedł do służby amerykański transatlantyk SS „City of Paris”.
- 4 kwietnia – Pedro Alejandrino del Solar został po raz trzeci premierem Peru.
- 11 kwietnia – Lascăr Catargiu został po raz trzeci premierem Rumunii.
- 21 kwietnia – w mediolańskiej La Scali odbyła się premiera opery Edgar Giacoma Pucciniego.
- 22 kwietnia – założono Oklahoma City.
- 23 kwietnia – powstała Szwedzka Socjaldemokratyczna Partia Robotnicza (SAP).
- 2 maja – Menelik II podpisał traktat etiopsko-włoski w Uccialli.
- 6 maja – w Paryżu rozpoczęła się wystawa światowa, otwarto dla publiczności wieżę Eiffla.
- 14 maja – w Paryżu odbyła się prapremiera opery Esclarmonde Jules’a Masseneta.
- 23 maja – Preston North End F.C. piłkarskim mistrzem Anglii (1. sezon rozgrywek).
- 29 maja – francuski astronom Auguste Charlois odkrył planetoidę (284) Amalia.
- 30 maja – Niemka Christine Hardt opatentowała nowoczesną wersję biustonosza. W Niemczech rozpoczęto masową produkcję tej części bielizny w 1912 roku.
- 31 maja – ponad 2 tys. osób zginęło w Johnstown w stanie Pensylwania w wyniku powodzi wywołanej przerwaniem zapory.
- 6 czerwca – założono klub piłkarski Viktoria Berlin.
- 12 czerwca – 80 osób zginęło, a 260 zostało rannych w zderzeniu pociągów w Armagh (obecnie Irlandia Północna).
- 7 lipca – William Robert Brooks odkrył kometę 16P/Brooks.
- 8 lipca – ukazał się pierwszy numer „Wall Street Journal”.
- 11 lipca – założono miasto Tijuana w Meksyku.
- 14 lipca – w Paryżu została utworzona II Międzynarodówka.
- 3 sierpnia – powstanie Mahdiego w Sudanie: zwycięstwo wojsk brytyjsko-egipskich w bitwie pod Toski.
- 23 września – założenie firmy Nintendo w Japonii.
- 24 września – biskupi kościołów starokatolickich podpisali tzw. Deklarację Utrechcką.
- 2 października – początek I konferencji państw latynoamerykańskich w Waszyngtonie. Jej rezultatem było powołanie Międzynarodowej Unii Republik Amerykańskich.
- 5 października – niemiecki kartograf pochodzący z Lipska, prof. Hans Meyer wraz ze swoim przewodnikiem, Austriakiem Ludwikiem Purtschellerem stanęli na szczycie Kilimandżaro (5895 m n.p.m.).
- 6 października:
  - w Paryżu otwarto kabaret Moulin Rouge.
  - Thomas Edison przeprowadził w swym laboratorium w West Orange pierwszą projekcję filmu.
- 2 listopada – USA: Dakota Północna i Południowa jako 39. i 40. stan dołączyły do Unii.
- 8 listopada – USA: Montana jako 41. stan dołączyła do Unii.
- 11 listopada – USA: Waszyngton jako 42. stan dołączył do Unii.
- 14 listopada – dziennikarka amerykańska Nellie Bly, zainspirowana powieścią Juliusza Verne’a, rozpoczęła podróż dookoła świata w mniej niż 80 dni (wyprawa trwała 72 dni, 6 godz. 11 min.).
- 15 listopada – major Deodoro da Fonseca przeprowadził zamach stanu w Brazylii. Koniec Cesarstwa Brazylii, proklamowanie republiki.
- 23 listopada – San Francisco: w Palais Royale Saloon zainstalowano pierwszą szafę grającą.
- 10 grudnia – George Stafford Parker opatentował swoje pierwsze wieczne pióro.
- 12 grudnia – ustanowiono flagę Szwajcarii.
- 23 grudnia – założono klub piłkarski Recreativo de Huelva, najstarszy obecnie klub hiszpański.

- Opracowano Konstytucję Meiji (jap. Dai-Nippon Teikoku Kenpō) – pierwszą ustawę zasadniczą w Azji.
- Redaktorem naczelnym amerykańskiej gazety „New York Herald” został James Gordon Bennett Jr. – dziennikarz, wydawca i wielki entuzjasta motoryzacji i sportu samochodowego.
- Frederick Abel wynalazł kordyt.
- Początek jednej z pierwszych wielkich epidemii grypy.

## Urodzili się
- 1 stycznia – Tadeusz Jarecki, polski dyrygent i kompozytor (zm. 1955)
- 3 stycznia:
  - Jan Chrzciciel Faubel Cano, hiszpański działacz Akcji Katolickiej, męczennik, błogosławiony katolicki (zm. 1936)
  - Kazimierz Vetulani, polski inżynier, teoretyk budownictwa (zm. 1941)
- 7 stycznia – Adolf Schuhknecht, niemiecki malarz (zm. 1963)
- 8 stycznia – Julian Leszczyński-Leński, polski publicysta, działacz komunistyczny (zm. 1937)
- 10 stycznia – Nazaria Ignacia March Mesa, założycielka Sióstr Misjonarek Krzyżowych Kościoła, święta katolicka (zm. 1943)
- 22 stycznia:
  - Mamert Stankiewicz, polski marynarz, kapitan żeglugi wielkiej, znany jako Znaczy Kapitan (zm. 1939)
  - Henry Folland, brytyjski konstruktor lotniczy, założyciel firmy Folland Aircraft (zm. 1954)
  - Antonio Todde, włoski superstulatek (zm. 2002)
- 23 stycznia – Julian Kuszpit, polski działacz niepodległościowy i policjant (zm. 1940)
- 28 stycznia – Leon Moszczeński, polski komandor, lekarz (zm. 1940)
- 29 stycznia – Jan Piwowarczyk, polski teolog, publicysta (zm. 1959)
- 1 lutego – Tadeusz Piskor, polski generał, dowódca Armii „Lublin” w kampanii wrześniowej (zm. 1951)
- 2 lutego – Helena Hołówko, polska lekarz pediatra (zm. 1983)
- 5 lutego – Teresa od Matki Boskiego Pasterza Chambó y Palés, hiszpańska karmelitanka miłosierdzia, męczennica, błogosławiona katolicka (zm. 1936)
- 7 lutego – Harry Nyquist, amerykański inżynier elektryk, naukowiec, wynalazca pochodzenia szwedzkiego (zm. 1976)
- 8 lutego – Zofia Kernowa (Zofia Zawiszanka), polska prozaiczka i publicystka, działaczka niepodległościowa (zm. 1971)
- 9 lutego – Alberto Gori, włoski duchowny katolicki, łaciński patriarcha Jerozolimy (zm. 1970)
- 12 lutego – Andronik (Łukasz), rosyjski duchowny i święty prawosławny (zm. 1974)
- 13 lutego:
  - Georg Schrimpf, niemiecki malarz (zm. 1938)
  - Leontine Sagan, austriacka reżyserka filmowa (zm. 1974)
- 16 lutego – Carl-Oscar Girsén, fiński żeglarz, olimpijczyk (zm. 1930)
- 19 lutego – Gaudentius Orfali ofm, palestyński biblista katolicki, archeolog, franciszkanin (zm. 1926)
- 14 lutego – Maciej Bernard, działacz komunistyczny (zm. 1961)
- 20 lutego – Bernhard Lund, norweski żeglarz, olimpijczyk (zm. 1968)
- 6 marca – Leonard Olivera Buera, hiszpański duchowny katolicki, męczennik, błogosławiony (zm. 1936)
- 8 marca – Stefan Nehmé, libański maronita, zakonnik, błogosławiony katolicki (zm. 1938)
- 9 marca:
  - Kazimierz Demel, polski hydrobiolog (zm. 1978)
  - Hilarion (Prochorow), rosyjski biskup prawosławny (zm. 1973)
- 12 marca:
  - Wacław Niżyński, rosyjski tancerz, choreograf pochodzenia polskiego (zm. 1950)
  - Artur Rapaport, polski filolog klasyczny, pedagog pochodzenia żydowskiego (zm. 1937)
  - Marta Rzewuska-Frankowska, polska antropolog, nauczycielka (zm. 1954)
- 19 marca – Sarah Millin, południowoafrykańska pisarka, publicystka (zm. 1968)
- 21 marca – Aleksandr Wiertinski, rosyjski pieśniarz, kompozytor, poeta i aktor (zm. 1957)
- 24 marca – Alexia Bryn, norweska łyżwiarka figurowa (zm. 1983)
- 28 marca – William Howard Livens, brytyjski kapitan, inżynier wojskowy (zm. 1964)
- 3 kwietnia – Marian Januszajtis-Żegota, inżynier rolnik, generał dywizji Wojska Polskiego (zm. 1973)
- 5 kwietnia – Tadeusz Świerz, polski leśnik, taternik, narciarz (zm. 1949)
- 7 kwietnia – Gabriela Mistral, chilijska poetka, pierwsza pochodząca z Ameryki łacińskiej osoba uhonorowana Nagrodą Nobla w dziedzinie literatury (zm. 1957)
- 12 kwietnia:
  - Stefania Feill, polska artystka malarka, jedna z pierwszych studentek Akademii Sztuk Pięknych w Krakowie (zm. 1958)
  - Tadeusz Styka, polski malarz portrecista (zm. 1954)
- 14 kwietnia:
  - Walery Goetel, polski geolog, ekolog i paleontolog, profesor, działacz społeczny (zm. 1972)
  - Arnold Joseph Toynbee, brytyjski historiozof (zm. 1975)
- 15 kwietnia:
  - Bolesław Mirgałowski, pułkownik Wojska Polskiego, kawaler Orderu Virtuti Militari (zm. 1983)
  - Kalman Szapiro, cadyk, rabin Piaseczna, ostatni rabin getta warszawskiego (zm. 1943)
- 16 kwietnia – Charlie Chaplin, angielski aktor, reżyser i producent filmowy (zm. 1977)
- 20 kwietnia:
  - Adolf Hitler, przywódca III Rzeszy, ideolog nazizmu (zm. 1945)
  - Paul Karrer, szwajcarski chemik organik (zm. 1971)
  - Petro Szekeryk-Donykiw, ukraiński działacz społeczny i polityczny (zm. 1940)
- 21 kwietnia:
  - Roman Grodecki, polski historyk (zm. 1964)
  - Manuel Prado Ugarteche, peruwiański bankier, polityk, prezydent Peru (zm. 1967)
- 24 kwietnia – Lubow Popowa, rosyjska artystka awangardowa (zm. 1924)
- 26 kwietnia – Ludwig Wittgenstein, filozof (zm. 1951)
- 28 kwietnia:
  - António de Oliveira Salazar, portugalski polityk i ekonomista, premier Portugalii (zm. 1970)
  - Jan Piotrowski, polski publicysta, dziennikarz (zm. 1947)
- 3 maja – Aleksander Rosiński, kapitan Wojska Polskiego, kawaler Orderu Virtuti Militari (zm. 1939)
- 7 maja – Finn Schiander, norweski żeglarz, medalista olimpijski (zm. 1967)
- 10 maja – Jan Smoła, polski polityk, poseł na Sejm RP (zm. 1945)
- 15 maja – Tadeusz Zwisłocki, polski inżynier chemik (zm. 1929)
- 16 maja – Johan Faye, norweski żeglarz, medalista olimpijski (zm. 1974)
- 17 maja – Marcel Moyse, francuski flecista (zm. 1984)
- 25 maja:
  - Karol Jonscher (młodszy), polski lekarz pediatra, profesor Uniwersytetu Poznańskiego (zm. 1955)
  - Bronisław Komorowski, polski duchowny katolicki, męczennik, błogosławiony (zm. 1940)
  - Igor Sikorski, konstruktor lotniczy pochodzenia rosyjskiego (zm. 1972)
- 28 maja – Tadeusz Żuliński, komendant POW (zm. 1915)
- 8 czerwca – Jan Boroń, polski podpułkownik, lekarz wojskowy (zm. 1940)
- 10 czerwca:
  - Sessue Hayakawa, japoński aktor (zm. 1973)
  - Władysław Sikorski, podpułkownik Wojska Polskiego, kawaler Orderu Virtuti Militari (zm. 1977)
- 14 czerwca – Cornelis van Staveren, holenderski żeglarz, medalista olimpijski (zm. 1982)
- 15 czerwca – Hans Piesch, austriacki polityk i samorządowiec (zm. 1966)
- 18 czerwca – Camilla Ravera, włoska polityk komunistyczna, działaczka na rzecz praw kobiet (zm. 1988)
- 19 czerwca – Enrico Celio, szwajcarski polityk, prezydent Szwajcarii (zm. 1980)
- 21 czerwca – Tadeusz Jan Kowalski, polski orientalista (zm. 1948)
- 23 czerwca – Anna Achmatowa, rosyjska poetka (zm. 1966)
- 28 czerwca – Wincenty Vilar David, hiszpański inżynier, działacz społeczny, męczennik, błogosławiony katolicki (zm. 1937)
- 5 lipca – Jean Cocteau, francuski poeta, dramaturg, reżyser filmowy (zm. 1963)
- 7 lipca – Anna Steimarová, czeska aktorka i śpiewaczka (zm. 1962)
- 8 lipca – Adam Staniszewski, polski działacz niepodległościowy, taternik i oficer (zm. 1940)
- 9 lipca – Nils Thomas, norweski żeglarz, medalista olimpijski (zm. 1979)
- 18 lipca – Sewerian Baranyk, duchowny greckokatolicki, bazylianin, męczennik, błogosławiony katolicki (zm. 1941)
- 22 lipca – Georges Bonnet, francuski polityk, dyplomata (zm. 1973)
- 25 lipca:
  - Józef Wiatr, polski generał brygady (zm. 1977)
  - Józef Wołodkowicz, polski dyplomata (zm. 1947)
- 26 lipca – Godwin Brumowski, austriacki pilot wojskowy, as myśliwski (zm. 1936)
- 28 lipca – Stefan Dwornik, polski major piechoty, prawnik (zm. 1940)
- 29 lipca:
  - Lajos Asztalos, węgierski szachista (zm. 1956)
  - Kazimierz Piwakowski, polski oficer (zm. 1960)
  - Ernst Reuter, niemiecki nauczyciel, polityk, burmistrz Berlina Zachodniego (zm. 1953)
- 30 lipca – Frans Masereel, belgijski malarz, grafik (zm. 1972)
- 1 sierpnia – Walter Gerlach, niemiecki fizyk (zm. 1979)
- 2 sierpnia – Stefan Engielman, polski działacz komunistyczny (zm. 1966)
- 3 sierpnia – Dominik Dratwa, polski pedagog, polityk, poseł na Sejm RP (zm. 1941)
- 9 sierpnia – Vera Cahalan Bushfield, amerykańska polityk, senator ze stanu Dakota Południowa (zm. 1976)
- 10 sierpnia – Zofia Kossak, polska powieściopisarka (zm. 1968)
- 13 sierpnia – James Lee Peters, amerykański ornitolog (zm. 1952)
- 27 sierpnia – Roman Górecki, generał brygady Wojska Polskiego, bankowiec (zm. 1946)
- 29 sierpnia – Jan Sroczyński, major artylerii Wojska Polskiego (zm. 1935)
- 8 września – Robert A. Taft, amerykański polityk, senator ze stanu Ohio (zm. 1953)
- 11 września – Karol Skupin, polski duchowny rzymskokatolicki (zm. 1974)[1]
- 14 września – Maria Capovilla, ekwadorska superstulatka (zm. 2006)
- 16 września:
  - Mercédès Jellinek, córka austriackiego pioniera motoryzacji, której imię noszą samochody koncernu Mercedes-Benz (zm. 1929)
  - Michał Korczewski, polski botanik, biochemik, fitofizjolog (zm. 1954)
- 23 września – Walter Lippmann, amerykański publicysta i socjolog (zm. 1974)
- 24 września – Stanisław Steczyński, podporucznik Legionów Polskich (zm. 1916)
- 26 września – Martin Heidegger, niemiecki filozof (zm. 1976)
- 2 października – Ingolf Rød, norweski żeglarz, medalista olimpijski (zm. 1963)
- 6 października:
  - Maria Dąbrowska, polska pisarka (zm. 1965)
  - Jan Pohoski, polski inżynier architekt, samorządowiec, wiceprezydent Warszawy (zm. 1940)
- 11 października – Jan Rój, polski oficer, kawaler Orderu Virtuti Militari (zm. 1959)
- 12 października – Alma Karlin, słoweńsko-austriacka podróżniczka, pisarka, poetka, kolekcjonerka (zm. 1950)
- 15 października – Bernhard Karlgren, szwedzki sinolog i lingwista, pionier sinologii porównawczej (zm. 1978)
- 1 listopada – Józef Maria Peris Polo, hiszpański duchowny katolicki, męczennik, błogosławiony (zm. 1936)
- 6 listopada – Aleksandra Artiuchina, radziecka polityk, działaczka związkowa (zm. 1969)
- 9 listopada
  - Snub Pollard, amerykański aktor filmowy i telewizyjny pochodzenia australijskiego (zm. 1962)
  - Jan Szczodrowski, polski polityk, prezydent Zawiercia, prezydent Częstochowy (zm. 1962)
- 14 listopada – Jawaharlal Nehru (hindi: जवाहरलाल नेहरू), indyjski polityk (zm. 1964)
- 15 listopada – Manuel II, król Portugalii (zm. 1932)
- 16 listopada – Anna Kéthly, węgierska polityk, minister (zm. 1976)
- 17 listopada – Marian Grzegorzewski, polski działacz komunistyczny (zm. 1959)
- 20 listopada – Edwin Hubble, amerykański astronom (zm. 1953)
- 26 listopada – Olaf Ørvig, norweski żeglarz, medalista olimpijski (zm. 1939)
- 27 listopada – Jan Weyssenhoff, polski fizyk, działacz sportowy Cracovii, Wisły Kraków i PZPN (zm. 1972)
- 28 listopada – Antoni Bogusławski, polski pisarz, tłumacz (zm. 1956)
- 30 listopada – Edgar Douglas Adrian, angielski fizjolog, laureat Nagrody Nobla (zm. 1977)
- 1 grudnia – Henryk Sáiz Aparicio, hiszpański duchowny katolicki, męczennik, błogosławiony (zm. 1936)
- 2 grudnia – Earl Devore, amerykański kierowca wyścigowy (zm. 1928)
- 3 grudnia – Józef Wesołowski, polski inżynier, żołnierz, działacz samorządowy i sportowy, pierwszy powojenny prezydent Katowic (zm. 1954)
- 4 grudnia – Jan Dębski, polski polityk, wicemarszałek Sejmu (zm. 1976)
- 5 grudnia – Bożena Stelmachowska, polska etnograf (zm. 1956)
- 6 grudnia – Ludwika Nitschowa, polska rzeźbiarka, autorka Syrenki nad Wisłą (zm. 1989)
- 7 grudnia: 
  - Bolesław Liszkowski, polski działacz społeczny, prezydent Lublina (zm. 1978)
  - Bernard Goldstein, polski polityk żydowskiego pochodzenia, pisarz i jeden z liderów lewicowej, żydowskiej partii Bund (zm. 1959)
- 9 grudnia – Hannes Kolehmainen, fiński lekkoatleta (zm. 1966)
- 15 grudnia – Stefan Steblecki, kapitan piechoty Wojska Polskiego, kawaler Orderu Virtuti Militari (zm. 1926)
- 18 grudnia – Alicja Habsburg, szwedzka arystokratka (zm. 1985)
- 19 grudnia:
  - Jan Humpola, polski ksiądz katolicki, kapelan przyboczny Prezydenta Rzeczypospolitej Polskiej, dziekan Wojska Polskiego, działacz społeczny, taternik i alpinista (zm. 1958)
  - Franciszek Rosłaniec, polski duchowny katolicki, męczennik, błogosławiony (zm. 1942)
- 20 grudnia – Alicja Halicka, polska malarka (zm. 1974)
- 21 grudnia:
  - Charles Gaulthier, francuski żeglarz, olimpijczyk (zm. 1952)
  - Tadeusz Stefan Kamiński, polski działacz niepodległościowy, oficer, sędzia Najwyższego Sądu Wojskowego (zm. 1940)
- 25 grudnia – Octave Garnier, francuski anarchista (zm. 1912)
- 26 grudnia – Jan Dembowski, polski biolog, prezes Polskiej Akademii Nauk, marszałek Sejmu (zm. 1963)
- 29 grudnia – Dawid Uribe Velasco, meksykański duchowny katolicki, męczennik, święty (zm. 1927)

- data dzienna nieznana: 
  - Iłarion Tarnawski, ukraiński działacz społeczny i polityczny (zm. 1940)
  - Józef Gąsienica Wawrytko, przewodnik tatrzański i ratownik górski (zm. 1971)
  - Tibold Kregczy, węgierski taternik (zm. 1959)
  - Kurt Nickisch, niemiecki asesor górniczy (zm. 1967)

## Święta ruchome
- Tłusty czwartek: 28 lutego
- Ostatki: 5 marca
- Popielec: 6 marca
- Niedziela Palmowa: 14 kwietnia
- Pamiątka śmierci Jezusa Chrystusa: 14 kwietnia
- Wielki Czwartek: 18 kwietnia
- Wielki Piątek: 19 kwietnia
- Wielka Sobota: 20 kwietnia
- Wielkanoc: 21 kwietnia
- Poniedziałek Wielkanocny: 22 kwietnia
- Wniebowstąpienie Pańskie: 30 maja
- Zesłanie Ducha Świętego: 9 czerwca
- Boże Ciało: 20 czerwca